# Francisco José Oliver
Francisco José Oliver (Buenos Aires, 18 de diciembre de 1863 - ibíd., 27 de marzo de 1924) fue un abogado y político argentino que ejerció como Ministro de Hacienda del presidente Victorino de la Plaza, durante la segunda década del siglo XX.

## Biografía
Se recibió de abogado en la Universidad de Buenos Aires, donde también ejerció como profesor de Economía Política. Trasladado a Mercedes (Buenos Aires), ejerció como abogado ante los juzgados radicados en esa ciudad, alcanzando mucho prestigio y alguna fontuna. Fundó el Tiro Federal de Mercedes y el Banco Popular de esa localidad.
En 1904 fue elegido diputado nacional. Durante su mandato propuso la reforma de la Universidad de Buenos Aires, la reforma general del Código Civil y la reformulación de la concesiones de los ferrocarriles. Fue también presidente de la Comisión de Agricultura.
En 1916 fue diputado nacional por segunda vez, cargo que ejerció hasta el año 1915, en que fue nombrado Ministro de Hacienda por el presidente Victorino de la Plaza. Se destacó como uno de los pocos ministros que respaldó ampliamente la intención del presidente de no participar de ninguna manera en la Primera Guerra Mundial.
Durante los años siguientes continuó ejerciendo como profesor de la Universidad de Buenos Aires, hasta su fallecimiento en 1924.